# 1,3-二甲基戊胺
甲基己胺（又称1,3-二甲基戊胺、1,3-DMAA、二甲基戊胺和DMAA；商品名Forthane和Geranamine）是一种由礼来公司发明并研发的间接拟交感神经药，自1948年以来作为一种吸入型鼻塞缓解剂投放市场，但于1970年代被停止销售。
自2006年以来，甲基己胺以许多名称作为兴奋剂或提高能量的补剂广泛销售，据说是因为它类似于老鹳草中的某些化合物，但因具有数个不良副作用而受到质疑，至少有五个死亡与含甲基己胺的补剂有关。它被许多运动管理局和政府机构禁止。即使FDA已发出几封警告信，截至2019年，这种化合物仍出现于运动和减肥补剂中。